# Giancarlo Berardi
Pour les articles homonymes, voir Berardi.
 (décembre 2014).
 (décembre 2018).
Si vous disposez d'ouvrages ou d'articles de référence ou si vous connaissez des sites web de qualité traitant du thème abordé ici, merci de compléter l'article en donnant les références utiles à sa vérifiabilité et en les liant à la section « Notes et références ».
Giancarlo Berardi (né le 15 novembre 1949 à Gênes) est l'un scénariste de fumetti. Pourtant son intérêt pour la BD n'a pas été pas immédiat. Ainsi, il ne s'intéresse guère à la BD lors de son séjour à l'université. À cette époque, il se consacre à l'art dramatique et joue de la guitare dans un groupe.

## Biographie
- 1970 : Berardi fait ses débuts dans le monde de la BD en écrivant son 1er récit « Il Cieco » (l'aveugle) dessiné par son camarade d'université Ivo Milazzo avec qui il travaillera longuement. Cette histoire sera publiée dans la revue « Horror » (créée par Pier Carpi et Alfredo Castelli). La même année, il collabore avec divers éditeurs de façon anonyme. On le retrouve au studio BIERRECI (composé de Luciano Bottaro, Giorgio Rebuffi et Carlo Chendi) où il écrira des scénarios pour Tarzan, « Gatto Silvestro » ou « Topolino ».
- 1971 : Angela et Luciana Giussani, créatrices de Diabolik, l'embauchent dans leur équipe de scénaristes. Ensuite, il part aux États-Unis et montre à John Romita senior ses histoires d'horreur. Celles-ci plaisent à Marvel Comics qui lui fait une proposition à condition de s'installer en Amérique. Il refuse et retourne en Italie, non sans avoir écrit une série d'articles sur la BD pour des revues spécialisées.
- 1973 : à son retour au pays, il présente sa thèse à l'université de Gênes en langues étrangères en prenant comme sujet « La sociologie dans les romans policiers ». Il décide de se consacrer à la BD.
- 1974 : il crée avec son ami Milazzo la série Ken Parker (Scotty Long Rifle) pour la Cepim (ancêtre de l'éditeur Sergio Bonelli Editore). Prévue pour paraître dans la « Collana Rodeo » qui a aussi publié « Storia del west » (La Route de l'Ouest), l'éditeur décida de lui consacrer une revue propre qui démarra en juin 1977. Le personnage est inspiré par Robert Redford dans le film de Sydney Pollack « Jeremiah Johnson » sorti en 1972. À l'origine, Ken Parker devait s'appeler « Jedediah Baker », mais ce fut jugé trop compliqué. En attendant le démarrage de la série, Berardi écrivit deux récits complets pour « Collana Rodeo » ; « Wyatt Doyle » dessiné par Gianni Forgiarini et « Terra maledetta » avec Antonio Canale qui paraîtront dans Les Indomptables chez Mon journal.
- 1976 : Il crée « Tiki » pour « Il Giornalino » avec toujours Milazzo au dessin. L'année suivante, parallèlement à Ken Parker, il signe trois épisodes du « Piccolo Ranger » (Le Petit Ranger) et un récit complet avec Giancarlo Alessandrini « Un uomo onesto » (Un homme honnête). Dans la revue « Skorpio », il publie « Welcome to Springville » avec Milazzo et Renzo Calegari.
- 1980 : il signe pour Bonelli « L'uomo delle Filippine » (L'homme des Philippines) dans la série « Un uomo un'avventura » (Un homme, une aventure) toujours avec son compère Milazzo.
- 1982 : dans la revue « Orient Express », il publie plusieurs récits complets avec divers dessinateurs dont ses habituels compères Milazzo et Calegari. Il adaptera « Fondation » le roman de SF d'Asimov sous le pseudonyme de Maurizio Mantero qui est en fait le trio Berardi-Calegari-Milazzo. Dans la même revue et toujours avec Milazzo, il crée « Marvin il detective » (Marvin le détective).
- mai 1984 : Ken Parker s'arrête. Berardi souhaite continuer la série en se dégageant de la contrainte d'une sortie mensuelle. Il tente de rééditer la série en couleurs, mais la crise qui frappera la BD italienne l'année suivante interrompra cette tentative.
- 1986 : il collabore à « L'Eternauta » avec quelques histoires de Sherlock Holmes illustrées par Giorgio Trevisan.
- 1989 : Berardi reprend « Tommy Steele » pour Comic Art et quelques histoires légères ou humoristiques comme « Tom's Bar » ou « Giuli Bai & Co ». La même année, il fonda avec Milazzo la « Parker Editore » qui réédite la série à son format initial jusqu'en août 1994 et son 62e épisode. Les trois derniers épisodes étant des inédits (et qui le sont toujours en France). Il collabore à nouveau pour Bonelli sur la série « Nick Raider ».
- 1991 : Berardi réussit enfin à faire accepter une histoire de Tex à Bonelli, mais au dernier moment, l'éditeur ne publiera pas l'histoire dans la série normale et inaugurera les albums géant « Maxi Tex ».
- 1992 : il crée le « Ken Parker Magazine » qui publiera des histoires inédites de Ken Parker, mais aussi d'autres récits de Berardi et Milazzo entre autres.
- 1993 : il décroche le prix ANAFI du meilleur scénariste de l'année. L'année suivante, le Ken Parker Magazine est racheté par Bonelli qui continue l'aventure en y adjoignant ses propres personnages comme Dylan Dog, Nick Raider, Nathan Never, Martin Mystère, Tex Willer ou Mister No.
- 1996 : le dernier numéro du Ken Parker Magazine provoque la création d'une nouvelle réédition des aventures du héros sous forme de revue bimestrielle chez Bonelli en y ajoutant les inédits parus dans le magazine.
- 1998 : paraît l'épisode qui semble être la conclusion définitive de la saga Ken Parker « Faccia di Rame » car Berardi est totalement accaparé par son nouveau personnage « Julia ». Cette année, marque aussi la fin de la collaboration avec Ivo Milazzo. À ce jour, Julia continue de paraître chez Sergio Bonelli Editore.

## Prix et récompenses
- 1985 :  Prix Haxtur du meilleur scénario pour Ken Parker : Cuccioli
- 1995 :  Prix Yellow-Kid, au Festival de bande dessinée de Lucques
- 2000 : Prix Micheluzzi du meilleur scénariste italien pour Julia
- 2001 : Prix Micheluzzi de la meilleure série italienne pour Julia (avec Marco Soldi
- 2004 :  Prix Haxtur du meilleur scénario pour Ken Parker : Home Sweet Home
- 2008 :  Prix Haxtur de l'« auteur que nous aimons », pour l'ensemble de sa carrière
- 2009 : Prix Micheluzzi de la meilleure série de bande dessinée réaliste pour Julia
- 2011 :  Prix Haxtur du meilleur scénario pour Ken Parker : Julia